# Eat my Dust
Eat my Dust is een stalen achtbaan in attractiepark Walibi Holland in Biddinghuizen. De achtbaan is gemaakt door Zamperla en is van het model Junior Coaster J2SK 200m en is geschikt voor kinderen en volwassenen.

## Geschiedenis
De achtbaan staat op de locatie waar tot 2018 de kartbaan stond. De achtbaan werd geopend in 2023 en staat in het themagebied Speed Zone Off Road dat ook in 2023 werd gemaakt.

## Beschrijving
De baan heeft een hoogte van 11,8 meter en een lengte van 200 meter. De achtbaantrein is gemaakt om maximaal 14 personen tegelijk te vervoeren die per tweetal in wagonnen plaatsnemen die eruit zie als quads.
Afbeeldingen · Lijst van attracties